# Острожно при Лочах
Острожно при Лочах (словен. Ostrožno pri Ločah) је насељено место у општини Словенске Коњице, Савињска регија, Словенија.

## Историја
До територијалне реорганизације у Словенији било је у саставу старе општине Словенске Коњице.

## Становништво
У попису становништва из 2011. године, Острожно при Лочах је имало 15 становника.
| Број становника према пописима | Број становника према пописима | Број становника према пописима |
| ------------------------------ | ------------------------------ | ------------------------------ |
| 1991                           | 2002                           | 2011                           |
| 22                             | 20                             | 15                             |

Напомена: До 1953. исказивано под именом Острожно, а од 1953 до 1999. под називом Острожно при Поникви.